# Auston Matthews
Auston Taylour Matthews (San Ramon, 17 de setembro 1997) é um jogador de hóquei no gelo norte-americano, que atua como centro no Toronto Maple Leafs, time do qual é capitão.
Nascido na Califórnia, Matthews se mudou para Scottsdale, Arizona na sua infância. Cresceu jogando beisebol e hóquei, desenvolvendo-se mais no segundo, que acompanhava assistindo o Phoenix Coyotes. Entrou no programa de desenvolvimento de atletas da USA Hockey e jogou um ano na Suíça pelo  ZSC Lions antes de entrar na NHL como primeira escolha geral no Draft de 2016 pelo Toronto Maple Leafs. Logo se consagrou um dos melhores artilheiros da liga, sendo o primeiro novato a marcar 4 gols no seu jogo de estreia, e o primeiro desde Alexander Ovechkin com 40 gols na sua primeira temporada. Matthews já foi artilheiro da liga por três anos, com os 69 gols na temporada 2021-22 sendo um recorde de jogadores americanos, e também levando-o a ganhar o Troféu Hart e o Ted Lindsay Award como melhor jogador da liga.